# Walter Vollweiler
Walter Vollweiler (Ulma, 17 aprile 1912 – 22 gennaio 1991) è stato un calciatore tedesco, di ruolo attaccante.

## Carriera
Vanta 25 reti nella seconda edizione del massimo campionato francese.